# Gorilla Monsoon (Band)
Gorilla Monsoon ist eine 2001 gegründete Doom-  und Stoner-Band aus Dresden.

## Geschichte
Der erste Auftritt fand im selben Jahr am 21. Juli im Heavy Duty statt. Nach ihrem Sieg beim Wacken Metal Battle 2005 wurden sie von Armageddon Music unter Vertrag genommen.
Das 2006 erschienene Debütalbum Damage King wurde zusammen mit Livemischer Tino Bensing im Sommer 2005 innerhalb von drei Wochen im GCF Laboratory-Studio in Dresden aufgenommen. Es folgte jeweils eine Tournee mit Metal Church (2006) und Trouble (2008).
Das zweite Album Extermination Hammer nahmen sie in den Absurd-Studios-Hamburg unter der Regie von Thomas Schröder auf. Es erschien am 17. November 2008 über Wacken Records. Im Januar 2010 wurden sie zusammen mit Lay Down Rotten von der Band Disbelief zu einer gemeinsamen Deutschland-Tournee eingeladen. Anfang 2011 verließ der langjährige Gitarrist Phil die Band und wurde durch K.K., zuvor Gitarrist bei Ganymed und Artless, ersetzt.

## Diskografie
- 2001: deflowered world (Demo)
- 2003: …demonstrating heavieness (Demo)
- 2005: A Lesson in Darkness (Split 10" mit Weed in the Head)
- 2006: Damage King (Armageddon Music)
- 2007: Four to Conquer (EP, Armageddon Music)
- 2008: Extermination Hammer (Wacken Records)
- 2015: Firegod - Feeding the beast (Supreme Chaos Records)